# Train 1900
Train 1900 är en veteranjärnvägsverksamhet som bedrivs av Association des musées et tourisme ferroviaire på en 7 kilometer lång normalspårig järnväg söder om Pétange i Luxemburg. Järnvägen byggdes ursprungligen av Compagnie des chemins de fer Prince-Henri som 1873 erhöll koncession för järnmalmsbrytning och för att anlägga en järnväg sydväst om Pétange. Den första etappen mellan Pétange och Fond-de-Gras och dess efterträdare S.A. luxembourgeoise des chemins de fer et minières Prince-Henri byggdes 1873–1878 som en industrijärnväg för transport av järnmalm och timmer. 
Järnvägen, Järnvägslinjen Pétange - Fond-de-Gras - Bois-de-Rodange, går från järnvägsstationen i Pétange via omlastningsplatsen för järnmalm Fond-de-Gras till Bois-de-Rotange. Veteranjärnvägsföreningen började trafikera linjen med rälsbuss 1973 och köpte järnvägen 1986 av Chemins de Fer Luxembourgeois.
Linjen var från början 9,3 kilometer lång och är numera 7 kilometer. Sträckan mellan Fond-de-Gras och Dhoil används också av veteranjärnvägen Minièresbunn.
Namnet "Train 1900" kommer från föreningens första ånglok, som tillverkades av Hanomag år 1900 och som var en gåva av stålföretaget Arbed i Differdange. Trafiken började med en Uerdingen-rälsbuss och bedrivs numera med både ångloksdrivna persontåg och rälsbuss.

## Bildgalleri

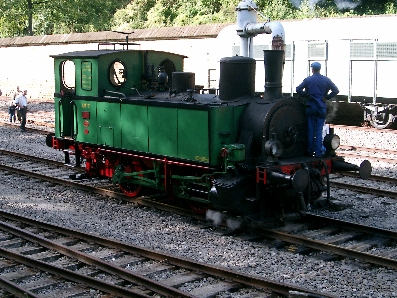
Ånglokomotiv Arbed 5, tillverkat av Hanomag 1900
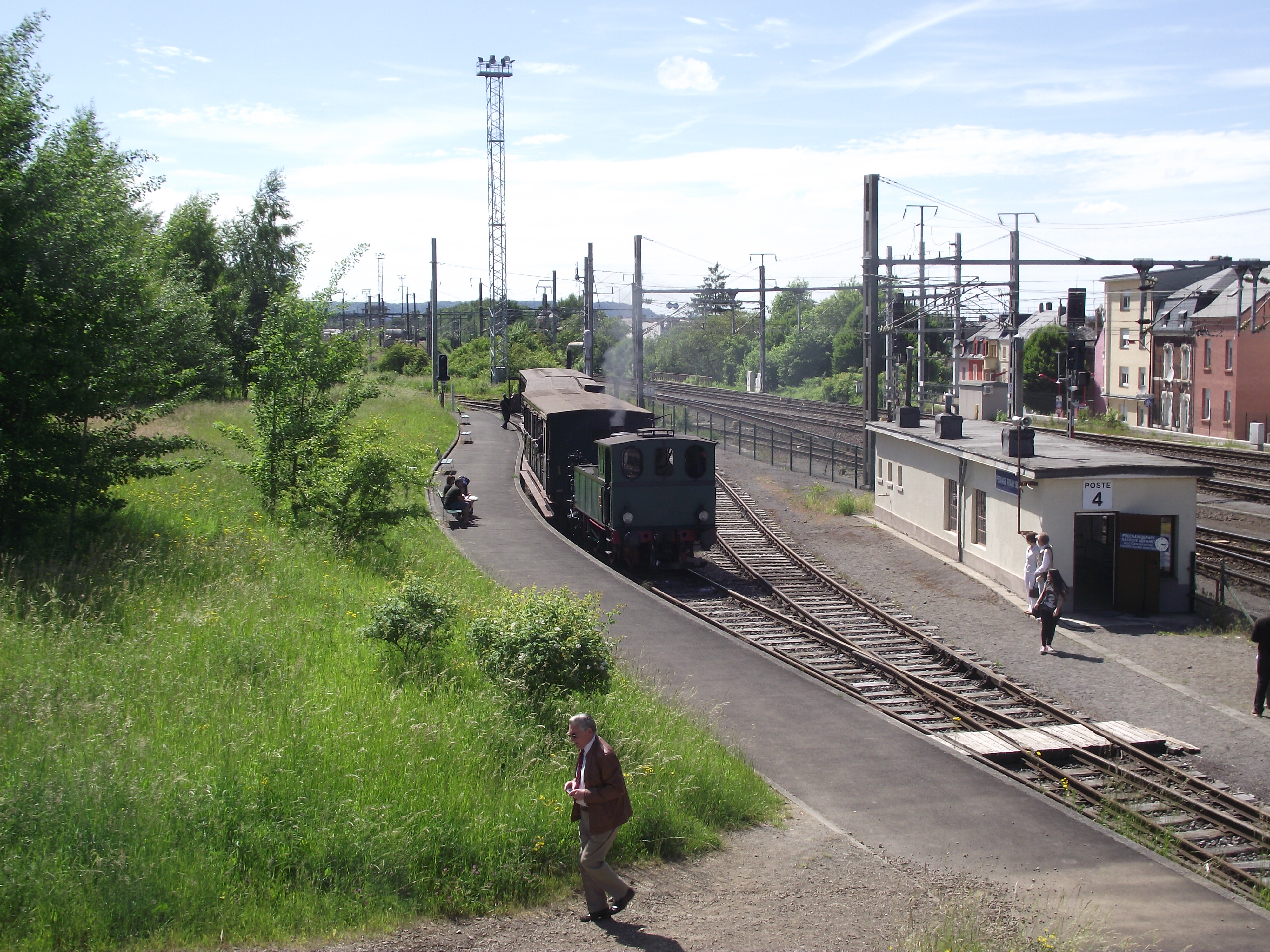
Pétanges järnvägsstation med veterantåg
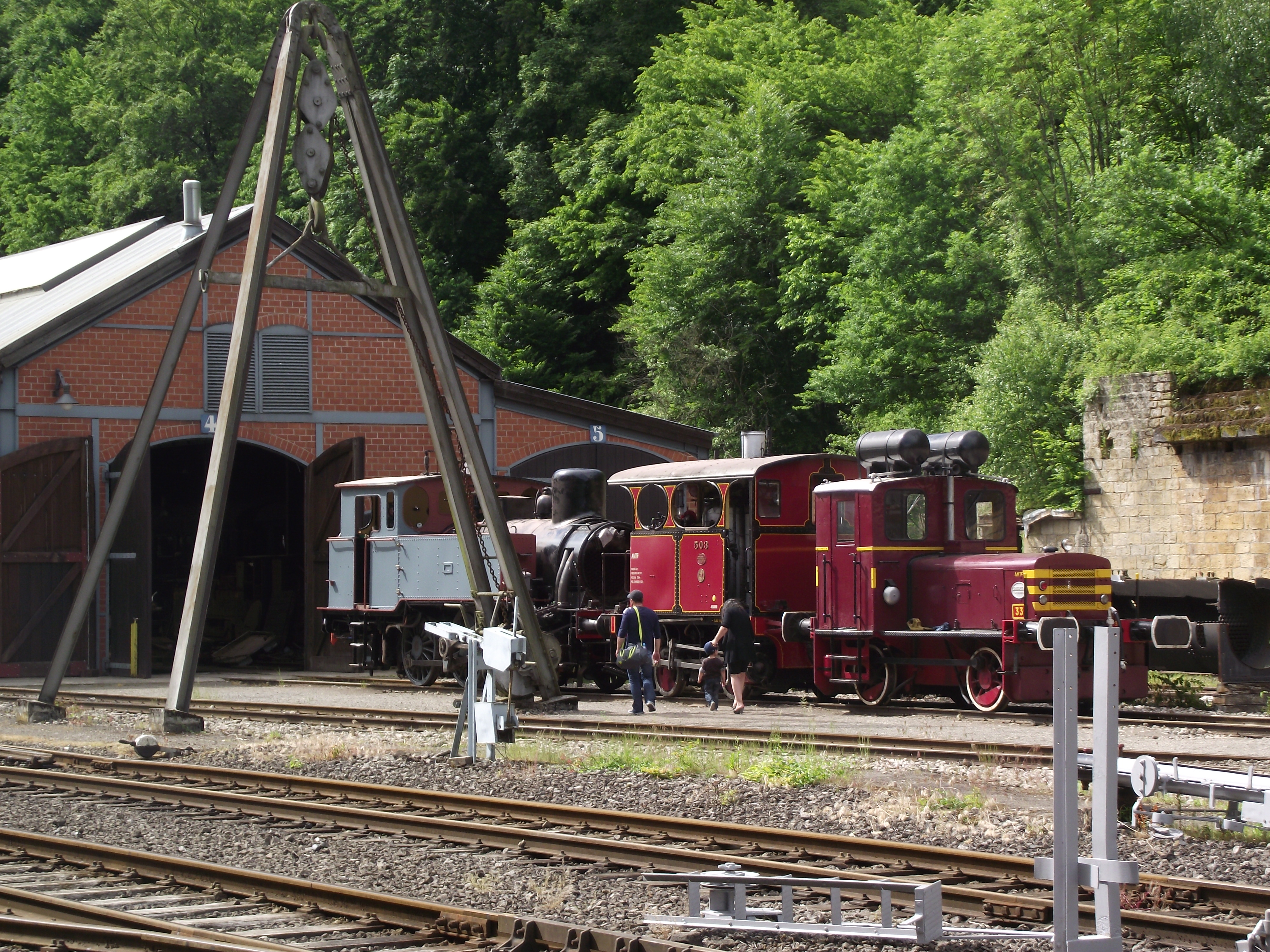
Lokstall i Fond-de-Gras
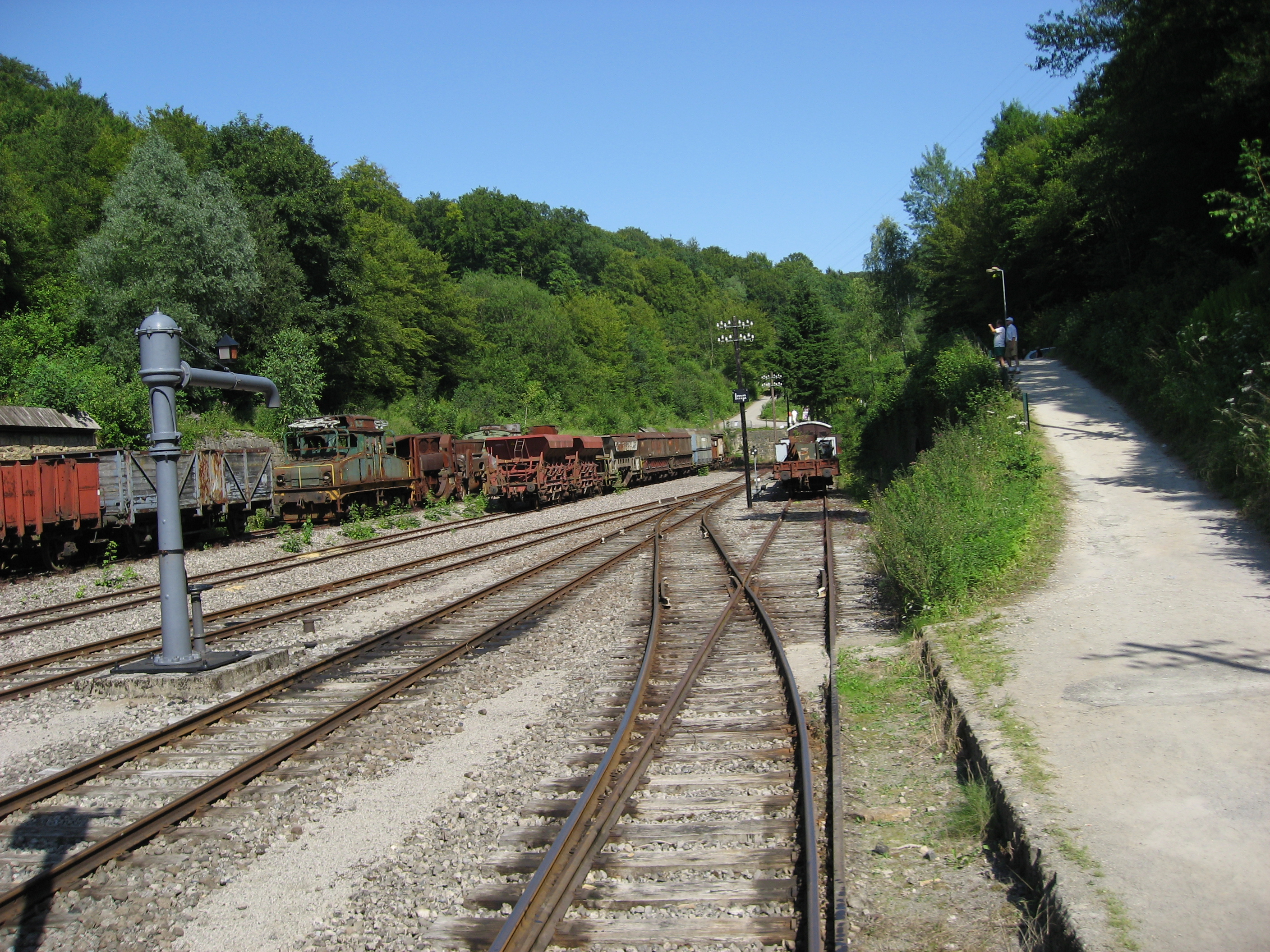
Stationsområdet i Fond-de-Gras
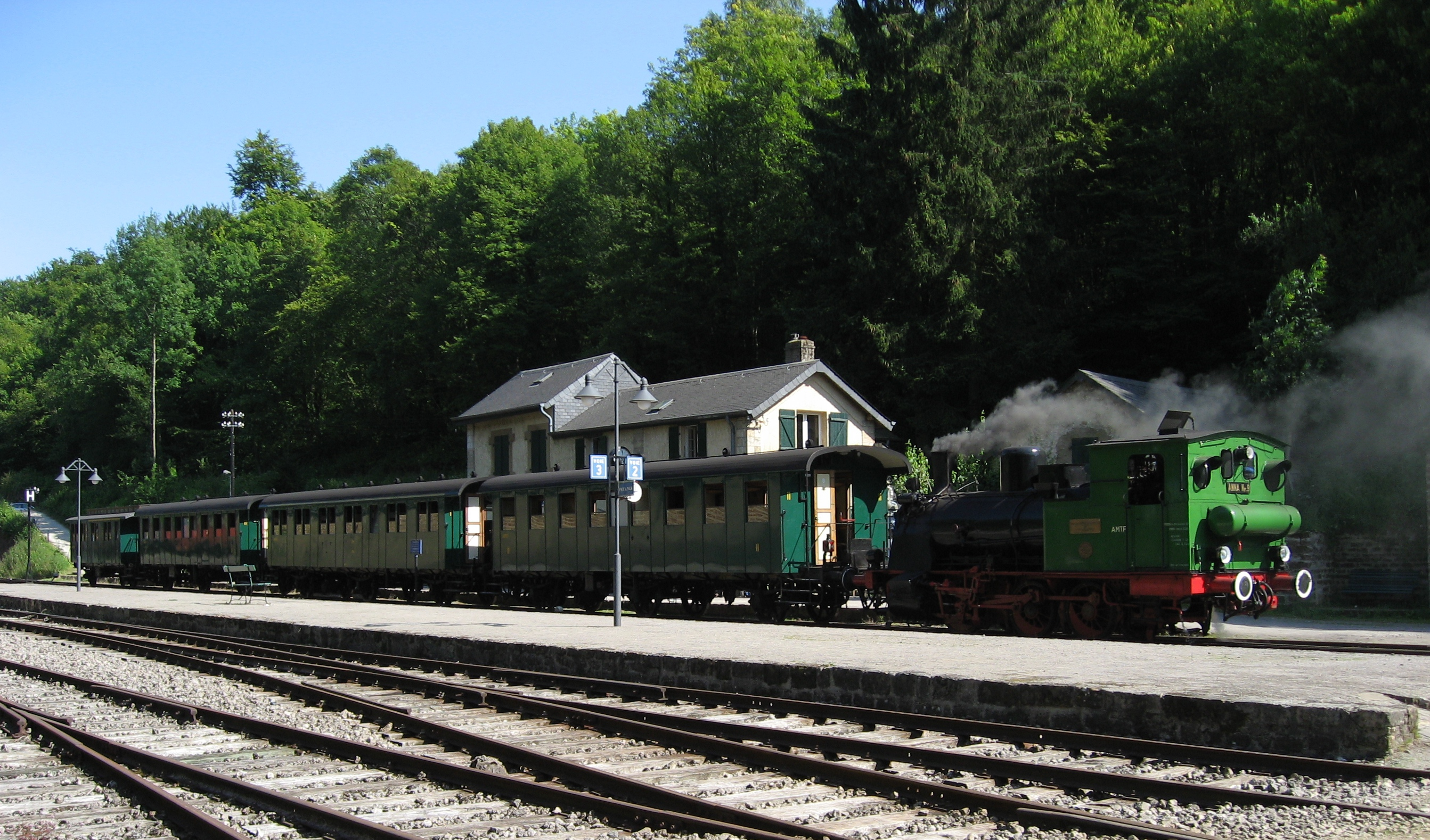
Tåg klar för avfärd från Fond-de-Gras
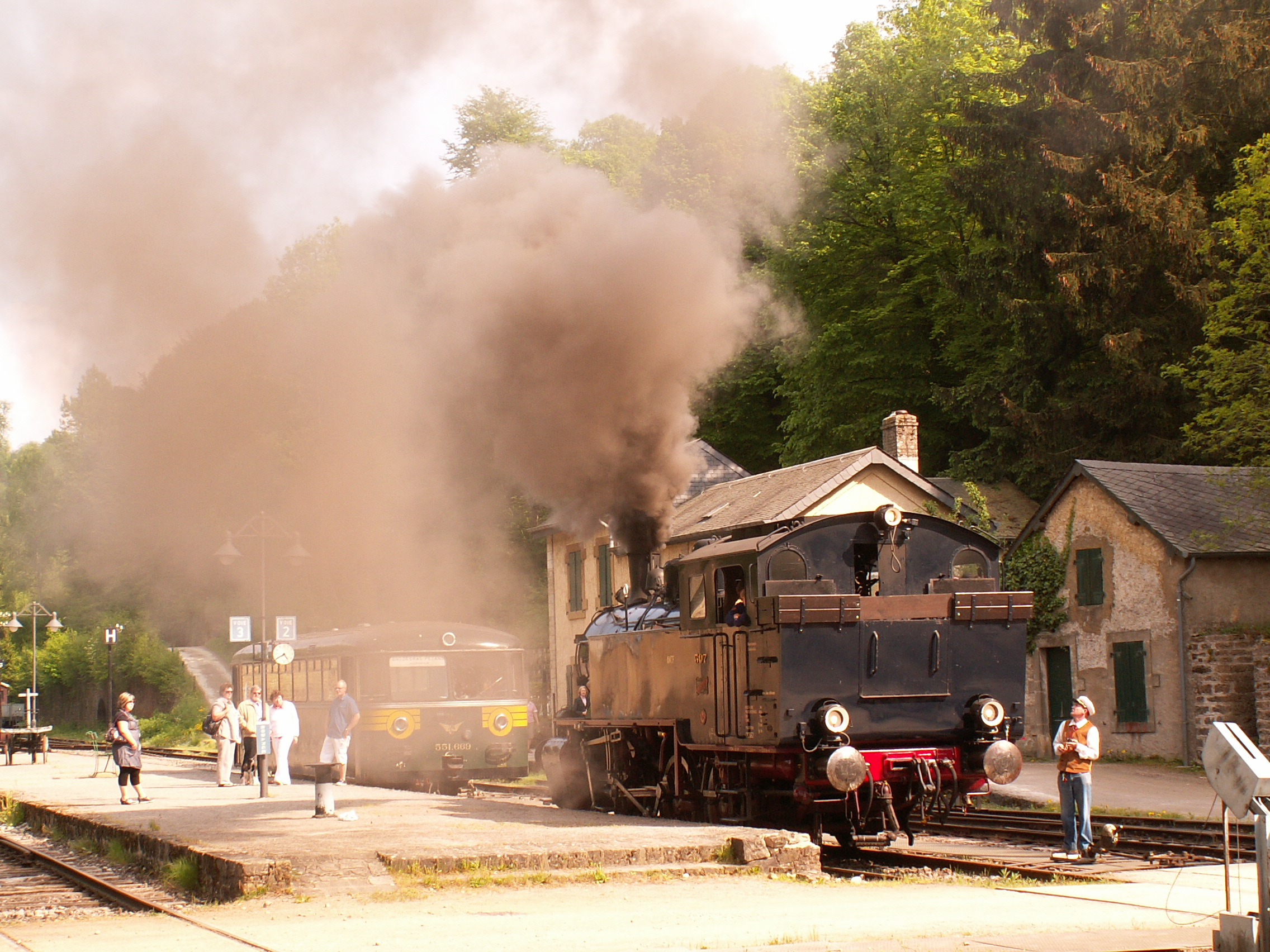
Tidigare tyska ånglokomotivet Energie 507, byggt 1946 och rälsbuss
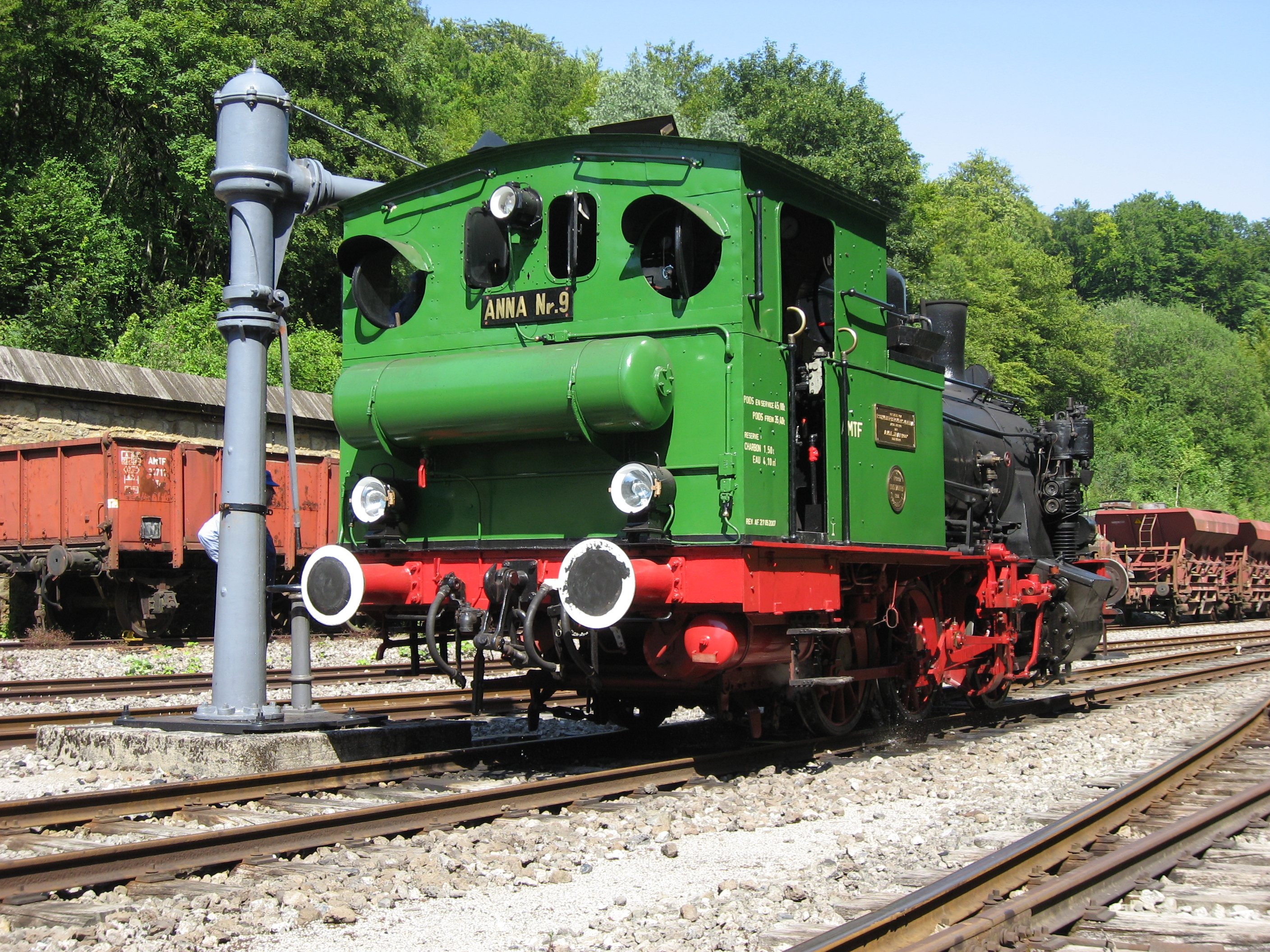
Ånglokomotiv Anna nr 9 vid vattenhäst i Fond-de-Gras
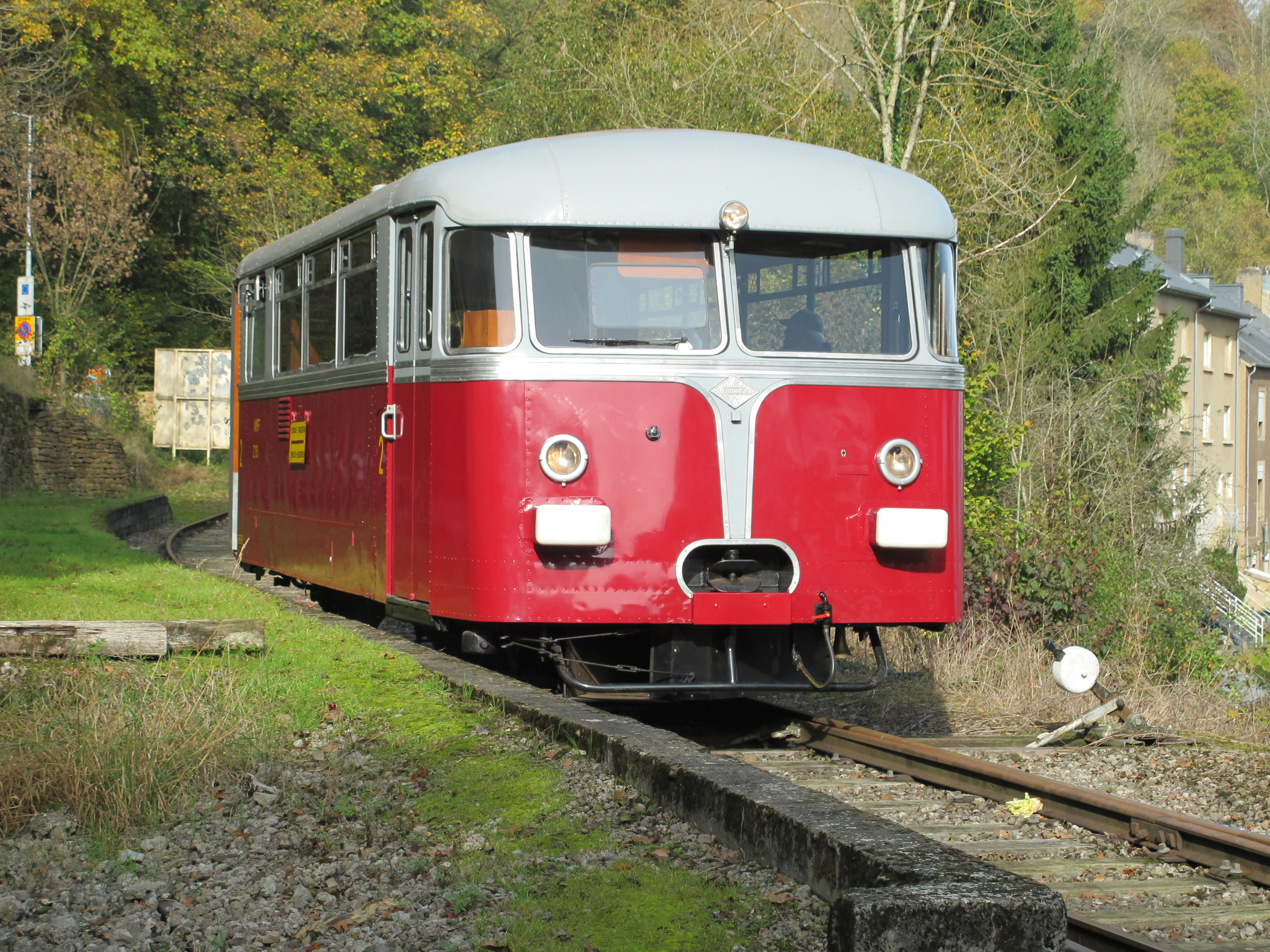
Uerdingen-rälsbuss VT95DB Vorserie
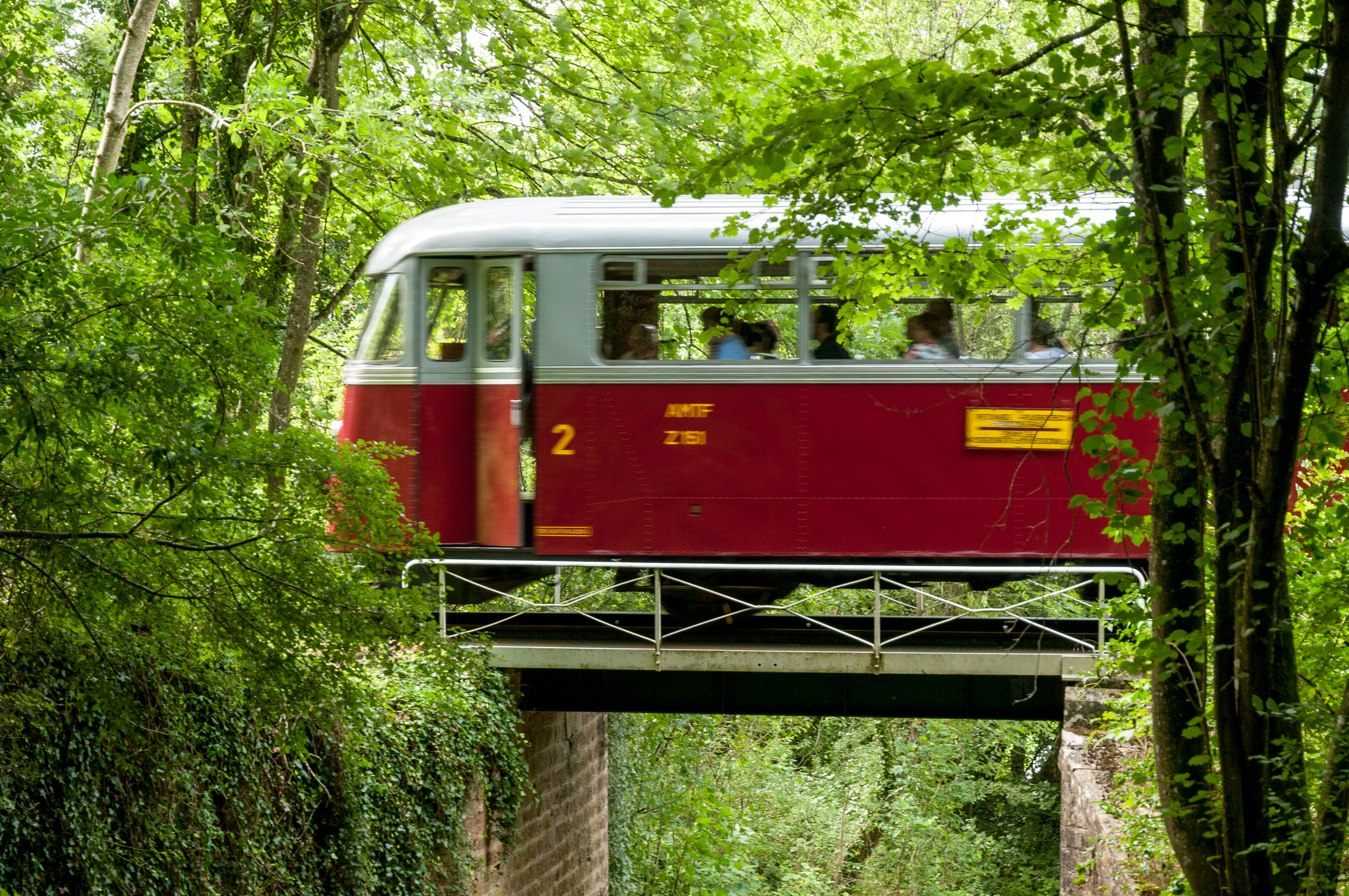
Rälsbuss på järnvägsbro